# 구산성당
구산성당(龜山聖堂)은 대한민국 경기도 하남시 미사강변도시에 있는 성당이며, 주보성인은 성 김성우 안토니오이다. 1836년 5월 공소(公所)로 시작해 1979년 6월 30일 본당으로 승격했다. 구한말 천주교 박해를 견디며 공소 설립 120년 만인 1956년에 공소 건물이 세워졌다. 2016년에 공소 설립 180주년, 건물 완공 60주년을 맞았다.

## 역사
구산성당은 조선 최초 서양인 신부인 피에르 모방 신부가 은신하기도 했고, 조선 최초의 사제인 김대건 안드레아 성인이 거쳐 간 곳이다.
1956년에 세워진 건물은 신자인 마을 주민이들이 전후 복구 분위기 속에 한강변에서 직접 자갈돌을 옮겨 지은 건물이다. 이후 새마을 운동, 1980년대 개발 붐 속에서도 원형 그대로의 모습을 지켜 드라마 촬영장소가 되기도 했다.
2016년 미사강변도시 택지개발에 따라 새로운 곳으로 성당을 이전하고, 옛 건물은 2016년 9월에 철거할 예정이었으나, 구산성당 원형보존실행위원회가 교구 내부 중재와 합의로 옛 건물의 원형을 그대로 이동해 보존한다는 결정을 내렸다. 실행위는 이동 보존을 위해 문화재 보수전문업체(티엠새한)를 선정해 국내외 기술진의 검토를 거쳐, 2016년 12월 4일부터 본격적인 이동에 나섰다. 기존의 위치에서 약 200ｍ 떨어진 구산성지 옆 새 부지까지 건물을 통째로 옮기는 작업으로, 이동을 위해 3개월간 구조물을 보강하고 건물 바닥을 지반에서 분리했으며 이동로의 지반을 평탄하게 골랐다. 12월 4일부터 하루에 15m씩 총 10여일 간 이동하는 방식이다. 시멘트 벽돌 건물을 원형 그대로 이동 보존하는 것은 이번이 첫 시도라고 보도됐다.